# Théodora Cantacuzène (épouse d’Alexis IV de Trébizonde)
Pour l’article homonyme, voir Théodora Cantacuzène (homonymie).
Théodora Cantacuzène Megale Comnène (morte le 12 novembre 1426) était l’impératrice consort d’Alexis IV de Trébizonde. Très belle, à en croire la chronique de Laonicos Chalcondyle elle fut accusée par son fils, Jean Mégas Comnène, d’avoir une liaison avec le protovestiaire de la cour de Trébizonde ; toutefois, d’autres récits la décrivent comme une épouse fidèle et aimante, qui maintint la paix entre Alexis et ses fils. Dans les deux cas, de son vivant, Jean s’enfuit en Géorgie et en revint qu’après la mort de Théodora.

## Famille
Les origines de Théodora sont décrites par le Byzantiniste Donald MacGillivray Nicol comme « obscures ». L’Ecthesis Chronica sous-entend qu’elle était la fille d’un homme au rang militaire de protostrator, et Nicol remarque que d’un point de vue chronologique, il est impossible d’identifier son père avec le Manuel Cantacuzène qui fut envoyé en mission diplomatique auprès du Sultan Mehmed Ier pendant l’hiver 1420-1421.
Toutefois, Thierry Ganchou a apporté des éléments qui indiquent que Théodora était la fille aînée de Théodore Paléologue Cantacuzène, l’oncle de l’empereur Manuel II Paléologue, et d’Euphrosyne Paléologue ; il nomme ses frères, par ordre de naissance : Démétrios, protostrator Manuel, Georges, megas domestikos Andronic, et Thomas. Il pense que ces éléments ont été ignorés à cause d’une trop grande confiance accordée aux écrits de Théodore Spandounès, qui écrivit longtemps après certaines sources contemporaines plus dignes de confiance.

## Biographie
Née à Constantinople vers 1382, Théodora n’avait que treize ans quand elle devint, en 1395, la consort du co-empereur Alexis IV de Trébizonde, qui avait à peu près le même âge. Elle devint impératrice régnante quand son mari devint seule empereur de Trébizonde à la mort de son père, l’empereur Manuel III, en 1417.
Un passage de l’Histoire de Chalcondyle affirme que Théodora devint la maîtresse du protovestiaire de la cour de Trébizonde, un acte d’adultère qui poussa son fils, Jean IV, à assassiner l’officiel puis à emprisonner ses parents dans le palais. Ses parents furent sauvés par les archontes de la cité, qui envoyèrent Jean en exil en Géorgie. Toutefois, ce passage est considéré comme l’une des nombreuses interpolations de l’Histoire de Chalcondyle ; dans une ligne de la transmission du texte, un scribe Remarque la différence de style, et ajoute au début du passage une note disant que « ceci semble avoir été écrit par quelqu’un d’autre que Laonicos », et à la fin du passage une autre note disant « à partir d’ici, c’est Laonicos ». De plus, cette histoire est contredite par la chronologie et d’autres sources. Il est possible que l’auteur de cette histoire ait confondu avec une liaison plus ancienne entre un membre de la dynastie impériale de Trébizonde et un protovestiarios, à savoir Manuel III, le beau-père de Théodora. Ce scandale est rapporté par le voyageur espagnol Ruy Gonzáles de Clavijo, qui visita Trébizonde en 1404 peu après l’évènement. Il ajoute que cette relation scandaleuse poussa le jeune Alexis IV, le mari de Théodora, à se rebeller contre son père Manuel.
Manuel III mourut le 5 mars 1417. Alexis IV lui succéda et Théodora devint Impératrice consort. Elle resta impératrice pendant près de dix ans, jusqu’à sa propre mort, à la troisième heure de nuit. Théodora fut inhumée dans l’église de Theotokos Chrysokephalos dans le cimetière de Gidon avec les autres empereurs de Trébizonde.
Il semble que ce soit seulement après la mort de Théodora (en 1426) que Jean IV se rebella contre son père, parce que sa mère n’était plus là pour arbitrer la rivalité croissante entre père et fils. Au contraire, la vertu, la piété et la fidélité de Théodora sont louées par son compatriote, l’érudit Basilius Bessarion, dans les trois monodies qu’il dédia à sa bienfaitrice, et dans un discours de consolation spécial adressé à Alexis IV, bouleversé par la mort de son impératrice bien-aimée. Enfin, Jean IV lui-même, après son accession au trône en 1429, rendit hommage aux vertus de sa mère défunte dans une chrysobulle destinée au couvent qu’elle avait fondé.

## Descendance
Théodora épousa l’Empereur Alexis IV avec qui elle eut cinq enfants connus :
- Jean IV de Trébizonde (v. 1403–1460).
- Marie de Trébizonde (v. 1404–1439), qui épousa Jean VIII Paléologue.
- Alexandre de Trébizonde, co-empereur avec son père, qui épousa Maria Gattilusio, une fille de Dorino de Lesbos.
- David de Trébizonde (v. 1408–1463).
- Une fille dont on ignore le nom, qui épousa Jihan Shah of the Qara Qoyunlu